# Синтаксическая ошибка
Синтакси́ческая оши́бка — неверное отображение совокупности установленных для данной языковой группы правил языка, относящихся к построению лексических единиц — словосочетаний и предложений.

## Основные понятия
Чтобы более полно отобразить грамматическую структуру предложения, в языке существуют различные типы синтаксической зависимости. В разных языках существуют различные способы выражения мысли, оформленные при помощи языковых средств и моделей. 
Нарушение общеупотребительных языковых связей: грамматических, лексических, морфологических или иных, характерных для моделей и строя данного языка, как письменного, так и устного; лексической сочетаемости слов и словосочетаний; недочеты в построении синтаксических конструкций — всё это может привести к синтаксической ошибке.
Классификация
Наиболее распространённые синтаксические ошибки в русском языке — это нарушение языковых связей в структуре простых, осложненных и сложных предложений, выраженных: 
- управлением;
- грамматически неверным расположением слов в предложении;
- согласованием;
- ошибками при употреблении однородных членов в предложении;
- ошибками при употреблении местоимений;
- нарушением границ предложения, связанным с тем, что на письме проявляется характерное построение фраз, принятое в устной речи;
- неверным применением обособленных членов предложения;
- пропущенными членами предложения;
- неверным употреблением причастных и деепричастных оборотов;
- неправильным употреблением фразеологических оборотов, предлогов и другие.